# 킹스린 웨스트노퍽

킹스린 웨스트노퍽의 위치

킹스린 웨스트노퍽(영어: King's Lynn and West Norfolk)은 잉글랜드 노퍽주에 위치한 비도시 자치구로 중심 도시는 킹스린이며 인구는 150,026명(2014년 기준), 면적은 1,438km2이다.